# 天辅 (大理)
天辅（1226年），是大理国皇帝段智祥的第二個年号，共計1年。
天辅年号，雲南文獻只见于李京《云南志略》和胡蔚《南詔野史》，他书不载。1964年在大理喜州鎮弘圭山發現的《元故赵相副墓碑》有「天輔」年號字樣，則他書漏載。
起訖年，方詩銘、李崇智、段玉明、李家瑞作1226年－？，王雲、黃德榮作1226年。

## 年號及改元出處
- 倪輅《南詔野史》：「宋寧宗開禧元年（1205）立，改元天開。……智祥在位三十四年卒。」
- 胡蔚《增訂南詔野史》：「南宋寧宗乙丑開禧元年（1205）即位。明年（1206），改元天開，又改元天輔、仁壽。……理宗戊戍嘉禧二年（1238），智祥禪位為僧，在位三十三年。」
- 王崧《雲南備徵志》：「宋寧宗開禧元年（1205）即位，改元天開。……十一月帝薨，在位三十四年。」
- 諸葛元聲《滇史》：「段氏二十世智祥，以宋寧宗開禧元年乙丑（1205）立，改元天開。……宋理宗寶慶三年丁亥（1127），智祥改元仁壽。凡在位三十四年，至戊戌（1138），禪位于子祥興。」
- 李京《雲南志略》：「子智祥立，改元天開、天輔、仁壽。在位三十四年。」
- 楊慎《滇載記》：「智祥以宋寧宗開禧元年（1205）立，改元天開、仁壽。」
- 馮蘇《滇考》：「寧宗開禧元年（1205），弟智祥立，改元天開。……理宗寶慶三年（1127），智祥改元仁壽，在位三十四年。」
- 《白古通記淺述》：「智祥立三十四歲。」
- 李兆洛《紀元編》：「段智祥〈智連子〉，天開仁壽〈開禧元年〉，天輔〈別見〉。」
- 《元故趙相副墓碑》：「天辅元年丙戌之夏。」

## 纪年對照表
| 天辅 | 元年   |
| ---- | ------ |
| 公元 | 1226年 |
| 干支 | 丙戌   |

## 同期存在的其他政權年號
- 中國
  - 寳慶（1225年－1227年）：宋－宋理宗趙昀之年號
  - 正大（1224年－1231年）：金－金哀宗完顏守緒之年號
  - 乾定（1223年－1226年）：西夏－夏獻宗李德旺之年號
  - 寶義（1226年－1227年）：西夏－夏末主李睍之年號
- 越南
  - 建中（1225年－1232年）：陳朝－陳日煚之年號
- 日本
  - 嘉祿（1225年－1227年）：後堀河天皇之年號